# Fred Figglehorn
Fred Figglehorn (weergegeven op YouTube als FЯED) is een kanaal op de videosite YouTube. Het kanaal had op 1 januari 2013; 1,9 miljoen abonnees en de video's waren op die datum 955 miljoen keer bekeken. De filmpjes gaan over de jonge Fred (gespeeld door de in 1993 geboren Lucas Cruikshank), die ADHD en een moeilijke familie heeft. De aflevering "Fred Goes Swimming" was genomineerd voor favoriete amateurvideo bij de 35ste People's Choice Awards, maar hij verloor van de Barack Roll.
Volgens YouTube wordt Fred het meest bekeken door de jeugd van 13 tot 17 jaar. Cruikshank wijst er echter op dat je minimaal 13 jaar moet zijn om een YouTube-account te hebben en denkt dat er ook jongere kinderen naar hem kijken. De afleveringen worden beter bekeken door vrouwen dan door mannen.

## Hoofdpersonen
Alle personages zijn bedacht door Cruikshank.
- Fred Figglehorn is een 6-jarige jongen met ADHD. Hij is erg op zichzelf. Hij is verliefd op Judy en wordt vaak gepest door Kevin.
- Moeder Figglehorn is de alcoholistische moeder van Fred. Ze is vaak op stap en wordt vaak behandeld voor haar alcoholprobleem.
- Vader Figglehorn is de "in gevangenis zittende" vader van Fred. Komt tevoorschijn in Fred The Movie waar hij wordt gespeeld door John Cena
- Oma Figglehorn is de oma van Fred. Ze past op hem als zijn moeder in de ontwenningskliniek is.
- Judy is het meisje waar Fred verliefd op is. Judy gaat daarentegen met Kevin. Ze is erg arrogant en pesterig, maar dat maakt Fred niet uit, want ze is beeldschoon.
- Kevin is de pestkop. Hij geeft Fred vaak op zijn kop.

## Trivia
- Fred heeft ook een gelijknamig computerspel gemaakt door Miniclip.com. Hierbij wordt Fred achtervolgd door Kevin en moet je proberen aan hem te ontsnappen of hij wordt in elkaar gemept.